# Ureki
Ureki (georgiska: ურეკი) är en daba (stadsliknande ort) i västra Georgien. Den ligger vid Svarta havets kust i regionen Gurien. Antalet invånare var 1 166 år 2014.